# 2022. évi téli olimpiai játékok
A XXIV. téli olimpiai játékokat 2022. február 4. és február 20. között rendezték a kínai Pekingben.
A rendező várost a 128. IOC gyűlésen választotta ki a Nemzetközi Olimpiai Bizottság 2015. július 31-én a malajziai Kuala Lumpurban.

## Pályázatok

### Hivatalos pályázatok
2014. március 14-ig 5 város nyújtotta be pályázatát az olimpia rendezési jogára. Ezek közül Krakkó és Lviv, majd Oslo később visszalépett.
- Almati,  Kazahsztán
- Peking,  Kína (Csangcsiakou várossal közösen)

| A szavazás eredménye | A szavazás eredménye | A szavazás eredménye |
| Város                | Nemzet               | Forduló              |
| Város                | Nemzet               | 1                    |
| -------------------- | -------------------- | -------------------- |
| Peking               | Kína                 | 44                   |
| Almati               | Kazahsztán           | 40                   |

### Visszalépett pályázók
- Stockholm,  Svédország

A város 2013 novemberében jelezte indulási szándékát, de 2014 januárjában a magas költségekre hivatkozva visszalépett.
- Krakkó,  Lengyelország (Zakopanéval és a szlovákiai Jasnával közösen)

A város 2014. május 25-én, az európai parlamenti választással egy időben, népszavazással döntött a pályázat visszavonásáról. A szavazásra jogosultak 36 százaléka adta le a voksát, akiknek 69,7 százaléka nem támogatta az olimpiai rendezést. A szavazás után felmerült a pályázat folytatásának lehetősége, melyben Zakopane lenne a rendező város.
- Lviv,  Ukrajna

2014 júniusában, Thomas Bach (NOB-elnök), Arszenyij Jacenyuk (ukrán miniszterelnök) és Szerhij Bubka (Ukrán Olimpiai Bizottság elnöke) tárgyalásait követően, az aktuális ukrán politikai és gazdasági körülményekre hivatkozva a város visszavonta a rendezési szándékát.
- Oslo,  Norvégia

A kisebbik norvég kormányzó párt 2014 májusában, a nagyobbik októberben jelezte, hogy nem támogatja a rendezési pályázatot. Ezt követően Oslo visszalépett.

### Korábbi lehetséges pályázatok

#### Észak-Amerika
- USA, Salt Lake City
- Kanada, Québec

Québec tartomány jelezte, hogy megpályázza a 2022-es téli olimpiai játékok rendezési jogát. A 2010-es téli olimpián a vancouveri szervezők mellőzték a francia nyelvet az eredményhirdetések alkalmával és ezzel Québec tartomány elégedetlen volt.

#### Dél-Amerika
- Chile, Santiago de Chile

#### Európa
- Spanyolország, Barcelona

A város pályázási szándékát Jordi Hereu, a katalán főváros polgármestere jelentette be. A fedett pályás versenyeket a városban, a többit a Pireneusokban lévő sportközpontokban rendeznék. Barcelona korábban 1992-ben adott otthont nyári olimpiának.
- Spanyolország, Zaragoza

A spanyol Zaragoza, Huesca és Jaca közösen adná be pályázatát az olimpia megrendezésére. Spanyolország a 2018-as játékokra nem pályázik, mert úgy vélekednek, hogy a 2014-es Szocsiban rendezett olimpiát követően nem kap európai város rendezési jogot.
- Lengyelország, Zakopane
- Románia, Prahova-völgy

Călin Popescu-Tăriceanu kormányfő 2007-ben felvetette, hogy Románia rendezné az olimpiát.

## Versenyszámok
Az olimpián 15 sportágban 109 versenyszámban avatnak olimpiai bajnokot. 2018 júliusában hét új versenyszám került az olimpia programjába: síugrás vegyescsapat, síakrobatika női és férfi big air és vegyescsapat-ugrás, snowboard cross vegyescsapat, női monobob, vegyes rövidpályásgyorskorcsolya-váltó. A változtatások miatt csökkent az indulók száma biatlonban és korcsolyában. Női jégkorongban nyolc helyett tíz ország indíthat csapatot.
Zárójelben a versenyszámok darabszáma olvasható
- Alpesisí (11) (részletek)
- Biatlon (11) (részletek)
- Bob (4) (részletek)
- Curling (3) (részletek)
- Északi összetett (3) (részletek)
- Gyorskorcsolya (14) (részletek)
- Jégkorong (2) (részletek)
- Műkorcsolya (5) (részletek)
- Rövidpályás gyorskorcsolya (9) (részletek)
- Síakrobatika (13) (részletek)
- Sífutás (12) (részletek)
- Síugrás (5) (részletek)
- Snowboard (11) (részletek)
- Szánkó (4) (részletek)
- Szkeleton (2) (részletek)

## Menetrend
| NyÜ | Nyitóünnepség | ● | Versenynapok | 1 | Döntők | G | Bemutató gála | ZÜ | Záróünnepség |

| 2022. február              | 2022. február              | 2 Sze | 3 Csü | 4 Pén | 5 Szo | 6 Vas | 7 Hét | 8 Kedd | 9 Sze | 10 Csü | 11 Pén | 12 Szo | 13 Vas | 14 Hét | 15 Kedd | 16 Sze | 17 Csü | 18 Pén | 19 Szo | 20 Vas | Versenyszámok |
| -------------------------- | -------------------------- | ----- | ----- | ----- | ----- | ----- | ----- | ------ | ----- | ------ | ------ | ------ | ------ | ------ | ------- | ------ | ------ | ------ | ------ | ------ | ------------- |
| Ünnepségek                 | Ünnepségek                 |       |       | NyÜ   |       |       |       |        |       |        |        |        |        |        |         |        |        |        |        | ZÜ     |               |
| Alpesisí                   | Alpesisí                   |       |       |       |       |       | 2     | 1      | 1     | 1      | 1      |        | 1      |        | 1       | 1      | 1      |        |        | 1      | 11            |
| Biatlon                    | Biatlon                    |       |       |       | 1     |       | 1     | 1      |       |        | 1      | 1      | 2      |        | 1       | 1      |        | 2      |        |        | 11            |
| Bob                        | Bob                        |       |       |       |       |       |       |        |       |        |        |        | ●      | 1      | 1       |        |        | ●      | 1      | 1      | 4             |
| Curling                    | Curling                    | ●     | ●     | ●     | ●     | ●     | ●     | 1      | ●     | ●      | ●      | ●      | ●      | ●      | ●       | ●      | ●      | ●      | 1      | 1      | 3             |
| Északi összetett           | Északi összetett           |       |       |       |       |       |       |        | 1     |        |        |        |        |        | 1       |        | 1      |        |        |        | 3             |
| Gyorskorcsolya             | Gyorskorcsolya             |       |       |       | 1     | 1     | 1     | 1      |       | 1      | 1      | 1      | 1      |        | 2       |        | 1      | 1      | 2      |        | 14            |
| Jégkorong                  | Jégkorong                  |       | ●     | ●     | ●     | ●     | ●     | ●      | ●     | ●      | ●      | ●      | ●      | ●      | ●       | ●      | 1      | ●      | ●      | 1      | 2             |
| Műkorcsolya                | Műkorcsolya                |       |       | ●     |       | ●     | 1     | ●      |       | 1      |        | ●      |        | 1      | ●       |        | 1      | ●      | 1      | G      | 5             |
| Rövidpályás gyorskorcsolya | Rövidpályás gyorskorcsolya |       |       |       | 1     |       | 2     |        | 1     |        | 1      |        | 2      |        |         | 2      |        |        |        |        | 9             |
| Síakrobatika               | Síakrobatika               |       | ●     |       | 1     | 1     | ●     | 1      | 1     | 1      |        |        |        | 1      | 1       | 2      | 1      | 2      | 1      |        | 13            |
| Sífutás                    | Sífutás                    |       |       |       | 1     | 1     |       | 2      |       | 1      | 1      | 1      | 1      |        |         | 2      |        |        | 1      | 1      | 12            |
| Síugrás                    | Síugrás                    |       |       |       | 1     | 1     | 1     |        |       |        | ●      | 1      |        | 1      |         |        |        |        |        |        | 5             |
| Snowboard                  | Snowboard                  |       |       |       | ●     | 1     | 1     | 2      | 1     | 2      | 1      | 1      |        | ●      | 2       |        |        |        |        |        | 11            |
| Szánkó                     | Szánkó                     |       |       |       | ●     | 1     | ●     | 1      | 1     | 1      |        |        |        |        |         |        |        |        |        |        | 4             |
| Szkeleton                  | Szkeleton                  |       |       |       |       |       |       |        |       | ●      | 1      | 1      |        |        |         |        |        |        |        |        | 2             |
| Összes aznapi döntő        | Összes aznapi döntő        | 0     | 0     | 0     | 6     | 6     | 9     | 10     | 6     | 8      | 7      | 6      | 7      | 4      | 9       | 8      | 6      | 5      | 7      | 5      | 109           |
| Összesítés                 | Összesítés                 | 0     | 0     | 0     | 6     | 12    | 21    | 31     | 37    | 45     | 52     | 58     | 65     | 69     | 78      | 86     | 92     | 97     | 104    | 109    | 109           |
| 2022. február              | 2022. február              | 2 Sze | 3 Csü | 4 Pén | 5 Szo | 6 Vas | 7 Hét | 8 Kedd | 9 Sze | 10 Csü | 11 Pén | 12 Szo | 13 Vas | 14 Hét | 15 Kedd | 16 Sze | 17 Csü | 18 Pén | 19 Szo | 20 Vas | Versenyszámok |

Az időeltolódás Kína fővárosában, Pekingben a téli időszámítás szerint +7 óra.

## Részt vevő nemzetek
A Doppingellenes Világszervezet 2019-ben eltiltotta Oroszországot államilag támogatott dopping és a moszkvai doppingellenőrző laborban történt visszaélések miatt. Ez alapján a nemzetközi Sportdöntőbíróság jóváhagyta az ország eltiltását. Ennek értelmében az orosz sportolók nem vehetnek részt az olimpiai játékokon Oroszország színeiben és az orosz himnuszt sem lehet lejátszani. Az orosz versenyzők ezért a játékokon az Orosz Olimpiai Bizottság angol rövidítését (ROC) használják, egyedi zászlóval. 2022. január elején Észak-Korea levélben értesítette a kínai illetékeseket, hogy sportolói nem indulnak a téli olimpián, okként „az ellenséges erők fellépését és a járványt” jelölve meg.
Az alábbi 91 ország olimpiai bizottsága szerzett részvételi jogot. Haiti és Szaúd-Arábia először vesz részt a téli olimpián. Kenya egy sportolót indított volna, de visszalépett.
- Albánia (ALB) (1)
- Amerikai Szamoa (ASA) (1)
- Amerikai Virgin-szigetek (ISV) (1)
- Andorra (AND) (5)
- Argentína (ARG) (6)
- Ausztrália (AUS) (44)
- Ausztria (AUT) (106)
- Azerbajdzsán (AZE) (2)
- Belgium (BEL) (19)
- Bolívia (BOL) (2)
- Bosznia-Hercegovina (BIH) (6)
- Brazília (BRA) (10)
- Bulgária (BUL) (16)
- Chile (CHI) (4)
- Ciprus (CYP) (1)
- Csehország (CZE) (113)
- Dánia (DEN) (62)
- Dél-Korea (KOR) (64)
- Ecuador (ECU) (1)
- Egyesült Államok (USA) (224)
- Eritrea (ERI) (1)
- Észak-Macedónia (MKD) (3)
- Észtország (EST) (26)
- Fehéroroszország (BLR) (29)
- Finnország (FIN) (95)
- Franciaország (FRA) (86)
- Fülöp-szigetek (PHI) (1)
- Ghána (GHA) (1)
- Görögország (GRE) (5)
- Grúzia (GEO) (9)
- Haiti (HAI) (1)
- Hollandia (NED) (41)
- Hongkong (HKG) (3)
- Horvátország (CRO) (11)
- India (IND) (1)
- Irán (IRI) (3)
- Írország (IRL) (6)
- Izland (ISL) (5)
- Izrael (ISR) (6)
- Jamaica (JAM) (6)
- Japán (JPN) (124)
- Kanada (CAN) (215)
- Kazahsztán (KAZ) (34)
- Kelet-Timor (TLS) (1)
- Kína (CHN) (174)
- Kirgizisztán (KGZ) (1)
- Kolumbia (COL) (3)
- Koszovó (KOS) (2)
- Lengyelország (POL) (57)
- Lettország (LAT) (58)
- Liechtenstein (LIE) (2)
- Litvánia (LTU) (13)
- Libanon (LBN) (3)
- Luxemburg (LUX) (2)
- Madagaszkár (MAD) (2)
- Magyarország (HUN) (14)
- Malajzia (MAS) (2)
- Málta (MLT) (1)
- Marokkó (MAR) (1)
- Mexikó (MEX) (4)
- Moldova (MDA) (5)
- Monaco (MON) (3)
- Mongólia (MGL) (2)
- Montenegró (MNE) (3)
- Nagy-Britannia (GBR) (50)
- Németország (GER) (149)
- Nigéria (NGR) (1)
- Norvégia (NOR) (84)
- Olaszország (ITA) (118)
- Az Orosz Olimpiai Bizottság versenyzői (ROC) (212)
- Örményország (ARM) (6)
- Pakisztán (PAK) (1)
- Peru (PER) (1)
- Portugália (POR) (3)
- Puerto Rico (PUR) (2)
- Románia (ROU) (21)
- San Marino (SMR) (2)
- Spanyolország (ESP) (14)
- Svájc (SUI) (167)
- Svédország (SWE) (116)
- Szaúd-Arábia (KSA) (1)
- Szerbia (SRB) (2)
- Szlovákia (SVK) (50)
- Szlovénia (SLO) (44)
- Tajvan (TPE) (4)
- Thaiföld (THA) (4)
- Törökország (TUR) (7)
- Trinidad és Tobago (TTO) (2)
- Új-Zéland (NZL) (15)
- Ukrajna (UKR) (45)
- Üzbegisztán (UZB) (1)

## Bojkott
A 2008-as pekingi nyári olimpiai játékokhoz hasonlóan most is voltak felhívások az olimpiai játékok bojkottjára. A 2019–20-as hongkongi tüntetések, a kínai farkasdiplomácia és az ujgur népirtás  miatt többen is a 2022-es játékok bojkottjára szólítottak fel. Az Ujgur Világkongresszus 2020. július 30-i levelében sürgette a NOB-ot, hogy az ujgur népirtás miatt gondolja újra a 2022-es téli olimpia megrendezését Pekingben. 2020 szeptemberében Rick Scott, az Egyesült Államok szenátora Anita DeFrantz akkori NOB-alelnökkel beszélgetett arról, hogy gondolják újra a NOB döntését, a 2022-es téli olimpia Kínában történő megrendezését. Scott csalódottságának adott hangot amiatt, hogy a NOB elutasította a játékok Kínából való áthelyezését. 2020 októberében Dominic Raab brit külügyminiszter azt javasolta, hogy az Egyesült Királyság bojkottálja a 2022-es téli olimpiát.
2021 decemberében az USA bejelentette a 2022-es olimpiai játékok diplomáciai bojkottját „a kirívó emberi jogi visszaélések és atrocitások [miatt] Hszincsiangban”. Az amerikai sportolók továbbra is részt vesznek az játékokon, azonban a Fehér Ház egyetlen képviselőt sem küld az olimpiára. Nem sokkal az USA bejelentését követően Új-Zéland, Ausztrália, Kanada, az Egyesült Királyság és Koszovó is bejelentette az olimpia diplomáciai bojkottját.

## Megjegyzés
1. ↑  Tették ezt annak ellenére, hogy 2021 szeptemberében a Nemzetközi Olimpiai Bizottság (NOB) egy évre felfüggesztette Észak-Korea olimpiai bizottsági tagságát – amiért nem vettek részt a tokiói játékokon –, így az ország egyébként sem vehetett volna részt a pekingi téli olimpián.[17]